# Сент-Леджер, Дуглас Фрэнсис
Дуглас Фрэнсис Сент-Леджер (англ. Douglas Francis St. Leger; 30 мая 1890, Мадрас, Индия — 26 декабря 1969, Блумингтон, штат Индиана) — американский дирижёр британского происхождения.
Окончил Королевскую музыкальную академию в Лондоне как пианист и дирижёр. В 1912—1914 годах концертировал как пианист, затем служил в армии в Австралии. После демобилизации аккомпанировал как пианист и как дирижёр австралийской оперной диве Нелли Мельба в её гастрольных турах, в том числе в американском, где Сен-Леже и остался. Работал в различных оперных театрах, в 1932—1935 годах возглавлял Хьюстонский симфонический оркестр, в 1939—1950 годах занимал различные должности (ассистент дирижёра, дирижёр, заведующий музыкальной частью) в Метрополитен-опера. В 1953—1963 годах — профессор музыкальной школы Университета Индианы.